# 미나토촌 (와카야마현 니시무로군)
미나토촌(湊村)은 와카야마현 니시무로군에 설치되었던 촌이다. 현재의 다나베시에 해당한다.

## 역사
- 1889년 4월 1일 - 정촌제 시행에 의해 니시무로군 미나토촌이 성립하였다.
- 1924년 7월 1일 - 다나베정, 니시노타니촌과 합병해 새로운 다나베정이 성립하여, 동일 미나토촌은 폐지되었다.

## 교통

### 철도
현재는 구촌 지역에 기세 본선 기이타나베역이 있지만, 당시에는 미개업 상태였다. 

## 참고문헌
- 角川日本地名大辞典 30 和歌山県